# Nättrabyån
Nättrabyån är en 60 km lång å som rinner genom södra Småland och Blekinge och mynnar i Östersjön. Den rinner söderut från sjön Kvesen vid Yxnanäs och mynnar vid Nättraby i Karlskrona kommun. Dess avrinningsområde omfattar 443,6 km2. De största sjöarna i Nättrabyåns avrinningsområde är Flaken, Kvesen, Nätterhövden och Stora Alljungen.
Det nedre loppet av Nättrabyån var tidigare av betydelse som transportled. Enligt en dansk förordning 1551 fick utlänningar besöka Nederbyaae och Hiorthammar. Då Vitus Andersson som var ägare till Trossö avled 1688 fördes hans kropp i en an kronans roddbåtar från Trossö till Nättraby kyrka. På 1840-talet gjorde ångslupen Lyckeby vissa turer mellan Karlskrona och Nättraby. 1866-1868 och 1885-1887 genomfördes muddringar i ån, och 1884 inleddes regelbunden passagerartrafik med ångslupar mellan Nättraby och Karlskrona. 1895 öppnades Nättraby–Alnaryd–Elmeboda Järnväg utefter Nättrabyåns dalgång med ändstation vid Nättraby hamn och godstrafiken på ån fick ett uppsving. På 1930-talet började dock landsvägstransporter att ta över alltmer av transporterna och att upprätthålla trafiken på ån blev med tiden en alltmer dålig affär för kommunen. 1961 beviljades Nättraby kommun att få avlysa Nättrabyån som allmän transportled. Under somrarna har man dock fortsatt med nöjesturer mellan Fisktorget i Karlskrona och Nättraby.